# 福島県公安委員会
福島県公安委員会（ふくしまけんこうあんいいんかい）は、福島県警察を管理するため福島県知事所轄の下に設置される行政委員会である。3人の委員で組織される。所在地は福島県福島市杉妻町5番75号である。

## 委員
- 委員長
  - 佐々木貢一
- 委員
  - 山本真一
  - 森岡幸江

## 下部組織
- 福島県警察